# Высшая духовная семинария (Белосток)
Высшая духовная семинария (пол. Wyższe Seminarium Duchowne w Białymstoku) — государственное высшее учебное заведение, католическая духовная семинария, находящаяся в городе Белосток, Польша. Семинария готовит католических священников для белостокской архиепархии.

## История
Семинария была основана 11 января 1582 года в Вильне архиепископом Юрием Радзивиллом. В течение последующих двух веков семинария располагалась в епископском дворце. Дальнейшее развитие семинарии произошло, когда она была передана в попечение монахам из конгрегации святого Викентия де Поля. В 1774 году при архиепископе Масальском семинария переехала в собственное помещение в бывшем здании иезуитского новициата при церкви святого Игнатия Лойоллы. Во время правления архиепископа Непомуцена Коссаковского семинария переместилась в бывший кармелитский монастырь при церкви святого Георгия. В этом месте семинария просуществовала до 1945 года. С 1925 года семинария была филиалом теологического факультета Университета Стефана Батория.  
В 1945 году Вильнюс был передан Литве. 20 февраля 1945 года архиепископ Ромуальд Яблжиковский принял решение переместить семинарию в Белосток. После перевода семинарии в Польшу учебная часть семинарии до 1981 года располагалась в различных зданиях Белостока. В 1981 году было построено новое здание для семинарии. В 1991 году Святой Престол учредил епархию Белостока и семинария приобрела епархиальный статус.  
Белостокская семинария характеризуется миссионерской направленностью. В конце XX века в белостокскую семинарию направлялись на обучение студенты из Белоруссии и России, где в то время не существовало собственных католических семинарий.  

## Ректоры
- Ян Ушило (1945);
- Игнацы Свирский (1945—1946);
- Владислав Сушинский (1946-1968);
- Антоний Цихонский (1968-1972);
- Станислав Пётровский (1972—1979);
- Эдвард Озоровский (1979—1992);
- Тадеуш Крахель (1992—1993);
- Станислав Холодок (1993-2001);
- Юзеф Забельский (2001-2004);
- Войцех Лазевский (2004-2007);
- Адам Скречко (2007-2013);
- Анджей Проневский (2013-2019);
- Мариан Странковский (с 2019).